# David Gauthier
David Gauthier   (Toronto, 10 de setembre de 1932 - 9 de novembre de 2023) va ser un filòsof canadenc que va defensar una teoria moral contractualista neohobbesiana i llibertarista en el seu llibre Morals by Agreement, de 1986. Des de 1980 va ser professor emèrit del Departament de Filosofia a la Universitat de Pittsburgh.
La seva teoria moral es va distingir com un intent de racionalitzar la moral a partir de la teoria de l'elecció racional i la teoria de Jocs com a resposta crítica al contractualisme de John Rawls i a l'utilitarisme de John Harsanyi. A més d'aquests autors, s'inspirà àmpliament en James McGill Buchanan, Robert Nozick, Ronald Dworkin, David Hume, Immanuel Kant, John Locke, Jean Jacques Rousseau i, evidentment, Thomas Hobbes.
Referent a la seva obra, James McGill Buchanan, va afirmar que «considerada com un gran argument la conclusió del qual és que les persones haurien de (i possiblement han de) adoptar l'actitud moral incorporada en l'estructura de Gauthier, l'empresa aconsegueix àmpliament el seu objectiu». Mentre que, John Rawls en la seva obra Political Liberalism va considerar que «el millor que podem fer sobre aquest tema és demostrar que els intents seriosos (el de Gauthier n'és un exemple) per derivar el raonable del racional no tenen èxit, i que fins i tot quan semblen tenir èxit, en algun punt es basen en condicions que expressen el raonable mateix».

## Obra publicada
- Practical Reasoning: The Structure and Foundations of Prudential and Moral Arguments and Their Exemplification in Discourse (Oxford: Clarendon Press, 1963).
- The Logic of Leviathan: The Moral and Political Theory of Thomas Hobbes (Oxford: Clarendon Press, 1969).
- Morals by Agreement (Oxford: Oxford University Press, 1986)
- Moral Dealing: Contract, Ethics, and Reason (Ithaca, Cornell University Press, 1990).
- Rousseau: The Sentiment of Existence (Cambridge: Cambridge University Press, 2006).